# هجوم سهل نينوى
هجوم سهل نينوى معركة شن فيها تنظيم الدولة الإسلامية في العراق والشام(داعش)هجومًا متعدد الجبهات ضد قوات البيشمركة في المنطقة الواقعة شمال وشرق الموصل، في ديسمبر/كانون الأول2015. نجحت القوات الكردية في صد هذا الهجوم -الذي يعد أهم عملية عسكرية لتنظيم داعش في المنطقة منذ شهور- وتبعه هجوم جوي مضاد لقوات التحالف.

## خلفية
على مدار العام الماضي، تستعيد القوات الكردية ببطء المواقع حول الموصل التي كانت تحت سيطرة تنظيم الدولة الإسلامية كجزء من هجوم الموصل (2015)،ولا سيما إستعادة سنجار في نوفمبر/تشرين الثاني. شكلت هذه المواقع تهديداً لسيطرة داعش على الموصل. أدت الخلافات بين الأكراد والقوات العراقية إلى إبطاء عملية طرد تنظيم الدولة الإسلامية. وناشد الأكراد الغرب تقديم المزيد من الدعم العسكري.لوحظ إن وزير الدفاع الأمريكي آشتون كارتر كان يزور مدينة أربيل القريبة للقاء مسؤول كردي في يوم الهجوم.

## هجوم
في يومي16و17ديسمبر/كانون الأول، شن تنظيم الدولة الإسلامية هجوماً متعدد الجبهات ضد خطوط الدفاع الكردية أستمر17ساعة شارك فيه ما لا يقل عن300مقاتل من تنظيم الدولة الإسلامية مدججين بالسلاح.شمل الهجوم ما لا يقل عن أربع هجمات منسقة، في مناطق نواران، وبشيك، وتل أسد، وخازر، وجبل زردك،فضلاً عن مخابئ البيشمركة في قرية شندوخة.وتضمن الهجوم عنصر المفاجأة،تمكن مقاتلو داعش من اختراق الخطوط لفترة وجيزة قبل أن يتم صدهم. ووصف مسؤول عسكري أميركي الهجوم بأنه"أشد لكمة وجهها تنظيم الدولة الإسلامية منذ هذا الصيف".
تعرضت قاعدة زيليكاهان العسكرية، حيث كان ما بين 100 إلى 200 جندي تركي يدربون المقاتلين الأكراد المحليين، لهجوم بقذائف الهاون وصواريخ الكاتيوشا.قال المتحدث بأسم الأتحاد الوطني الكردستاني إن مقاتلي داعش كانوا يحاولون أستهداف قوات البيشمركة وهاجموا قاعدة زليكان عن طريق الخطأ.
وكانت القوات الخاصة الكندية، التي يبلغ عددها69فردًا، موجودة أيضًا في المنطقة لتدريب القوات الكردية، وكانت متورطة في المعركة، قدمت نيران الدعم لدعم الأكراد أثناء قيامهم بهجوم مضاد يوم الخميس.كما عملت القوات الكندية في الماضي كمراقبين لطائرات التحالف.
أشار العميد مارك أودوم، الضابط الأميركي الأقدم في المنطقة، إن الهدف الرئيسي لتنظيم الدولة الإسلامية ربما كان"هجوماً تخريبياً"، يهدف إلى تعطيل الجهود الرامية إلى تطويق الموصل والأستيلاء عليها.أشار رئيس إقليم كردستان العراق مسعود بارزاني إلى أن الهجوم وقع في يوم العلم الكردي وتوقع أن يكون تحت الإعداد لمدة شهر.

## التكتيكات
أستخدم مقاتلو تنظيم داعش قذائف الهاون والصواريخ والعديد من السيارات الانتحارية. وفي منطقة واحدة -ناواران- فجر المتطرفون تسع سيارات مفخخة، بحسب تقارير محلية.كما أستخدم الشاحنات المزودة بمدافع رشاشة في الدعم،بالإضافة إلى الجرافات المدرعة، لملء الخنادق الدفاعية لحماية المواقع الكردية.وأستغل المهاجمون أيضًا سوء الأحوال الجوية لتوفير الغطاء.
أشار أثيل النجيفي، محافظ نينوى العراقي السابق، إلى إحتمال أستخدام تنظيم الدولة الإسلامية لطائرة بدون طيار، لتوجيه نيران قذائف الهاون. في البداية، كان من المفترض أن تكون هذه المجموعة تابعة للتحالف، لكن كشفت مصادرنا أنها ليست تابعة لهم.

## هجوم جوي مضاد
شاركت طائرات أمريكية وبريطانية وفرنسية وكندية في سلسلة من الضربات الجوية ضد قوات داعش لمساعدة الأكراد في صد الهجوم. تم قصف مواقع لتنظيم داعش.أشار بعض القادة الأكراد أنه على الرغم من إمتنانهم للدعم الجوي الغربي، إلا أنهم شعروا بأن الطائرات تأخرت إلى حد ما.

## الخسائر
تشير تقديرات الخسائر في صفوف تنظيم الدولة الإسلامية إلى مقتل70شخصًا على يد المدافعين الأكراد،و"ما لا يقل عن 180" شخصًا قتلوا في الغارات الجوية. وأصيب أيضًا أربعة جنود أتراك. بلغت الخسائر الكردية ستة قتلى على الأقل.